# Georg Schalk (Schiedsrichter)

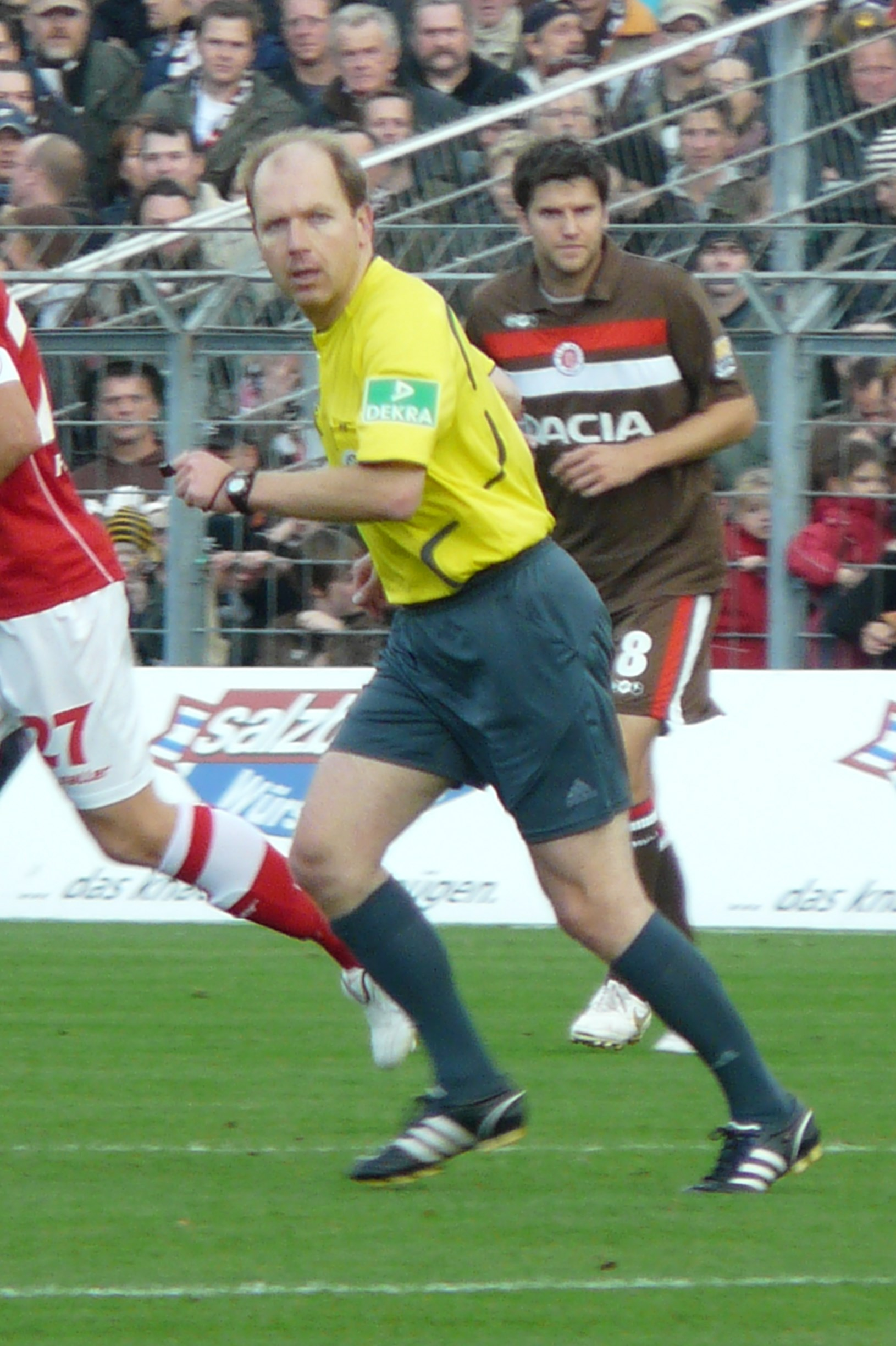
Schalk 2009

Georg Schalk (* 22. Januar 1967 in Augsburg) ist ein ehemaliger deutscher Fußballschiedsrichter.

## Leben
Schalk war seit 1994 für den SV Ottmarshausen DFB-Schiedsrichter und leitete seit 2002 Spiele in der Zweiten Fußball-Bundesliga. Nach der Saison 2013/14 erreichte Schalk die Altersgrenze und ist somit nicht mehr im Profifußball als Schiedsrichter sowie als Schiedsrichterassistent im Einsatz.
Schalk ist verheiratet und lebt in Augsburg. Hauptberuflich arbeitete er fast 30 Jahre bei der Augsburger Allgemeine und war dort zuletzt als stellvertretender Redaktionsleiter bei der Günzburger Zeitung tätig. Seit 2014 ist Schalk für die Presse- und Öffentlichkeitsarbeit der Bezirkskliniken Schwaben verantwortlich.